# Белтиљио-Сан Ђовани (Беневенто)
Белтиљио-Сан Ђовани је насеље у Италији у округу Беневенто, региону Кампанија.
Према процени из 2011. у насељу је живело 1712 становника. Насеље се налази на надморској висини од 269 м.